# Salon international de l'automobile de Genève 2011

Le Salon international de l'automobile de Genève 2011 est un Salon automobile qui s'est tenu du 3 mars au 13 mars 2011 à Genève. Il s'agit de la 81e édition internationale de ce salon, organisé pour la première fois en 1905.

## Nouveautés
- AC Cars MkVI[1]
- Aston Martin Cygnet
- Aston Martin Virage (V12)
- Aston Martin V8 Vantage S[1]
- Audi RS3 Sportback[2]
- Audi Q5 hybride
- Bentley Continental Supersports Ice Speed Edition[1]
- Bentley Flying Spur Series 51[1]
- BMW 1 Series ActiveE[3]
- BMW 320d EfficientDynamics Touring Edition[4]
- BMW X1 xDrive28i (turbo I4)[5]
- Chevrolet Camaro ZL1[1]
- Chevrolet Cruze Hatchback (final production version)[2]
- Citroën DS4[2]
- Ferrari FF
- Fiat 500 Gucci[6]
- Fiat Freemont[7]
- Ford C-Max Hybride[8]
- Ford C-Max Energi plug-in hybrid[8]
- Ford Focus Electric[9]
- Ford Metal Ka[10]
- Ford Ranger Wildtrak[11]
- GTA Spano[1]
- Gumpert Tornante[12]
- Honda Accord facelift
- Hyundai i40[2]
- Jaguar XKR-S[13]
- Jeep Grand Cherokee
- Kia Picanto[2]
- Kia Rio[14]
- Koenigsegg Agera R[1]
- Lamborghini Aventador LP700-4[15]
- Lancia Grand Voyager
- Lancia Thema[16]
- Lancia Ypsilon[16]
- Maserati GranTurismo Convertible Sport[17]
- Maserati Grand Sport
- Mercedes-Benz C-Class Coupe[18]
- Mercedes-Benz SLK[2]
- Morgan Three-Wheeler[2]
- Opel Ampera[2]
- Opel Antara facelift
- Opel Corsa facelift
- Pagani Huayra[19]
- Peugeot 308 facelift
- Peugeot 3008 hybride HDi
- Porsche Boxster S Black Edition[20]
- Porsche Panamera S Hybrid[21]
- Saab 9-5 SportCombi[22]
- SsangYong Korando
- Subaru Trezia[23]
- Suzuki Swift Sport
- Toyota Prius+
- Toyota Yaris HSD Hybrid[24]
- Volkswagen Golf Cabriolet[2]
- Volkswagen Tiguan facelift[25]

## Concept car
- Alfa Romeo 4C Concept[26]
- Citroën Metropolis